# Pellegrue
Pellegrue település Franciaországban, Gironde megyében. Lakosainak száma 899 fő (2022. január 1.). Pellegrue Coubeyrac, Auriolles, Caplong, Dieulivol, Landerrouat, Listrac-de-Durèze, Massugas, Saint-Antoine-du-Queyret, Saint-Ferme, Sainte-Radegonde, Esclottes, Sainte-Colombe-de-Duras és Doulezon községekkel határos.

## Népesség
A település népességének változása:
| Lakosok száma | 1343 | 1065 | 1046 | 1043 | 1037 | 1098 | 1099 | 968  | 903  | 899  |
|               | 1968 | 1982 | 1990 | 2006 | 2013 | 2015 | 2017 | 2019 | 2020 | 2022 |